# Carne zaraza
La carne zaraza es una plato tradicional de la gastronomía de Nuevo León, México. Es originario de la ciudad de Montemorelos.

## Descripción
La carne zaraza se prepara con un corte de carne de res llamado aguayón o agujas. Se prepara primero tasajeándolo (cortándolo), después se sala y se deja secar al sol. Solamente se seca la parte exterior de la carne para que quede por dentro suave y jugosa. Al siguiente día se asa por lo general a las brasas de leña de mezquite. Se sirve con guacamole, limón y tortillas.